# Almolonga (volcan)
Pour l’article homonyme, voir Almolonga.
L'Almolonga ou Cerro Quemado (littéralement la « montagne brulée ») est un stratovolcan du Guatemala.